# Rainier International Tennis Classic 1972
Il Rainier International Tennis Classic 1972 è stato un torneo di tennis. È stata la 1ª edizione del torneo, che fa parte del Commercial Union Assurance Grand Prix 1972. Si è giocato a Seattle negli USA dall'11 al 17 settembre 1972.

## Campioni

### Singolare maschile
Ilie Năstase ha battuto in finale  Tom Gorman con il punteggio di 6–4, 3–6, 6–3

### Doppio maschile
Ross Case /  Geoff Masters hanno battuto in finale  Jean-Baptiste Chanfreau /  Wanaro N'Godrella con il punteggio di 4–6, 7–6, 6–4